# Kanton Saint-Étienne-du-Rouvray
Kanton Saint-Étienne-du-Rouvray (fr. Canton de Saint-Étienne-du-Rouvray) je francouzský kanton v departementu Seine-Maritime v regionu Horní Normandie. Skládá se pouze z části obce Saint-Étienne-du-Rouvray (druhá část je součástí kantonu Sotteville-lès-Rouen-Est) a obce Oissel.